# Yoma vasilia
Yoma vasilia är en fjärilsart som beskrevs av Hans Fruhstorfer 1912. Yoma vasilia ingår i släktet Yoma och familjen praktfjärilar. Inga underarter finns listade i Catalogue of Life.